# 에스테르하지궁 (아이젠슈타트)

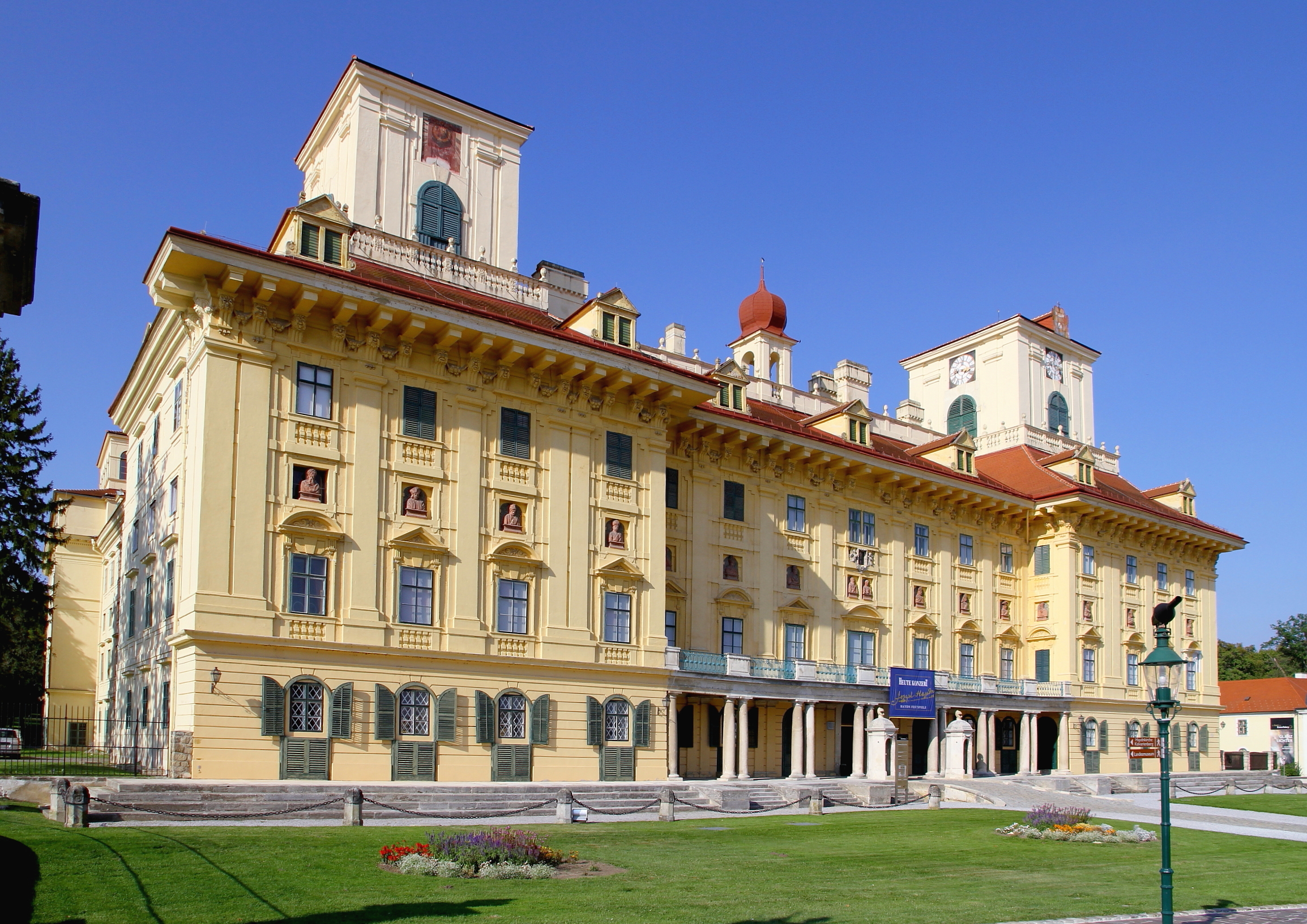
에스테르하지궁

에스테르하지궁(독일어: Schloss Esterházy, 헝가리어: Esterházy-kastély)은 오스트리아 부르겐란트주 아이젠슈타트에 있는 궁전이다. 13세기 후반에 지어졌으며 1622년에 헝가리의 에스테르하지의 소유가 되었다. 이 궁전은 바로크 양식의 성으로 개조되었으며 300년 이상 가문의 주거지이자 행정 중심지로 남았다. 작곡가 요제프 하이든은 평생 이곳에서 작업했다.